# Saruŷa
Sārūŷa (en árabe: ساروجة‎, Sarouja) es un distrito municipal de Damasco (Siria), al norte de la Ciudad Vieja separado de ésta por el Río Barada. Fue el primer área de Damasco en urbanizarse extramuros, en el siglo XIII.
Por Saruŷa discurre la Avenida Bagdad, que empieza en la plaza Sabaa Bahrat y acaba en la plaza Tahrir. En este distrito también se encuentra el Cementerio Dahdah.

## Historia
Al parecer, su nombre proviene del nombre turco Sarıca («amarillo»), aunque algunos investigadores apuntan a que proviene del zoco de Saruŷa (Sūq Sārūŷa) fundado en el siglo XIV, bajo el reinado del príncipe mameluco Saif al-Din Tinkz. El ejército persa con Tamerlán al mando saqueó e incendió Saruŷa durante la campaña persa de Siria, porque el barrio rodeaba la Ciudadela de Damasco.

### «Pequeña Estambul»
Con el final de la era de los mamelucos y el inicio de la dominación otomana de Damasco, se llevaron a cabo muchas obras en Saruŷa. Debido a que el barrio estaba a las afueras de la muralla, contaba con un gran zoco, amplias casas e incontables hammames y mezquitas. Esto motivó a la aristocracia otomana a establecerse en él, ganándose el nombre de pequeña Estambul.

## Barrios
Además del barrio original de Saruŷa (6.601 habitantes en 2004), el distrito consta de siete barrios más, desarrollados posteriormente:
- Al-Adwi (16.088 hab.)
- Amarah al-Barraniyah (2.159 hab.)
- Fares al-Khoury (8.970 hab.)
- Masjid Aqsab (14.148 hab.)
- Al-Qassaa (11.467 hab.)
- Al-Qusour (15.568 hab.)
- Al-Uqaybah (8.813 hab.)

- Datos: Q7424492
- Multimedia: Sarouja / Q7424492